# Arachnis longicaulis
Arachnis longicaulis är en orkidéart som först beskrevs av Rudolf Schlechter, och fick sitt nu gällande namn av Louis Otho Otto Williams. Arachnis longicaulis ingår i släktet Arachnis och familjen orkidéer. Inga underarter finns listade i Catalogue of Life.